# Steve Timmons
Steven Dennis „Steve“ Timmons (* 29. November 1958 in Newport Beach, Kalifornien) ist ein ehemaliger US-amerikanischer Volleyball- und Beachvolleyballspieler. Er war Weltmeister und zweifacher Olympiasieger.

## Karriere
Steve Timmons begann mit dem Volleyball an der Newport Harbor High School, spielte dann am Orange Coast College und schließlich an der University of Southern California. Er spielte für die US-amerikanische Nationalmannschaft an drei aufeinanderfolgenden Olympischen Spielen und gewann jeweils eine Medaille: Zweimal Gold (1984 in Los Angeles und 1988 in Seoul) sowie einmal Bronze (1992 in Barcelona). Außerdem wurde er 1985 Weltpokalsieger in Japan und 1986 Weltmeister in Frankreich sowie Silbermedaillengewinner bei den Goodwill Games 1986 in Moskau. Timmons war einer der ersten Spieler, die den Hinterfeldangriff erfolgreich praktizierten. Von 1990 bis 1992 spielte Timmons auch beim italienischen Spitzenclub Il Messaggero Ravenna, mit dem er 1991 die Volleyball-Klub-Weltmeisterschaft gewann und 1992 italienischer Vizemeister wurde.
Von 1987 bis 1994 spielte Steve Timmons zusätzlich erfolgreich Beachvolleyball auf der AVP-Tour und der FIVB World Tour. Höhepunkt war hier der Sieg beim FIVB-Open in Enoshima mit seinem Mitspieler aus der Nationalmannschaft Charles Kiraly.
1998 wurde Steve Timmons in die „Volleyball Hall of Fame“ aufgenommen.

## Privates
Steve Timmons war von 1997 bis 2018 in zweiter Ehe mit der Schauspielerin Debbe Dunning verheiratet. Die beiden haben eine Tochter und einen Sohn. Davor war er zwischen 1990 und 1993 mit der im Sportbereich tätigen Geschäftsfrau Jeanie Buss, die später unter anderem nackt im Playboy zu sehen war, verheiratet.